# ジョン・ヘリントン
ジョン・ベネット・ヘリントン（John Bennett Herrington、1958年9月14日 - ）は、アメリカ合衆国・オクラホマ州チカソー・ネーションに生まれ、現在は引退した米国海軍飛行士、エンジニア、元NASA宇宙飛行士。航空工学修士、米海軍中佐、1996年4月に宇宙飛行士として認定され、2年後にミッションスペシャリストとして認定された。
STS-113は初飛行である。EVA担当 。
2002年、ヘリントンはネイティブ・アメリカンの部族初の登録メンバーとなり、宇宙飛行を行った。

## ノート
1. ↑  William R. Pogue was of Choctaw ancestry and was a crewman aboard Skylab 4 in 1973–1974, but he was not an enrolled member of the Choctaw.

## 宇宙飛行

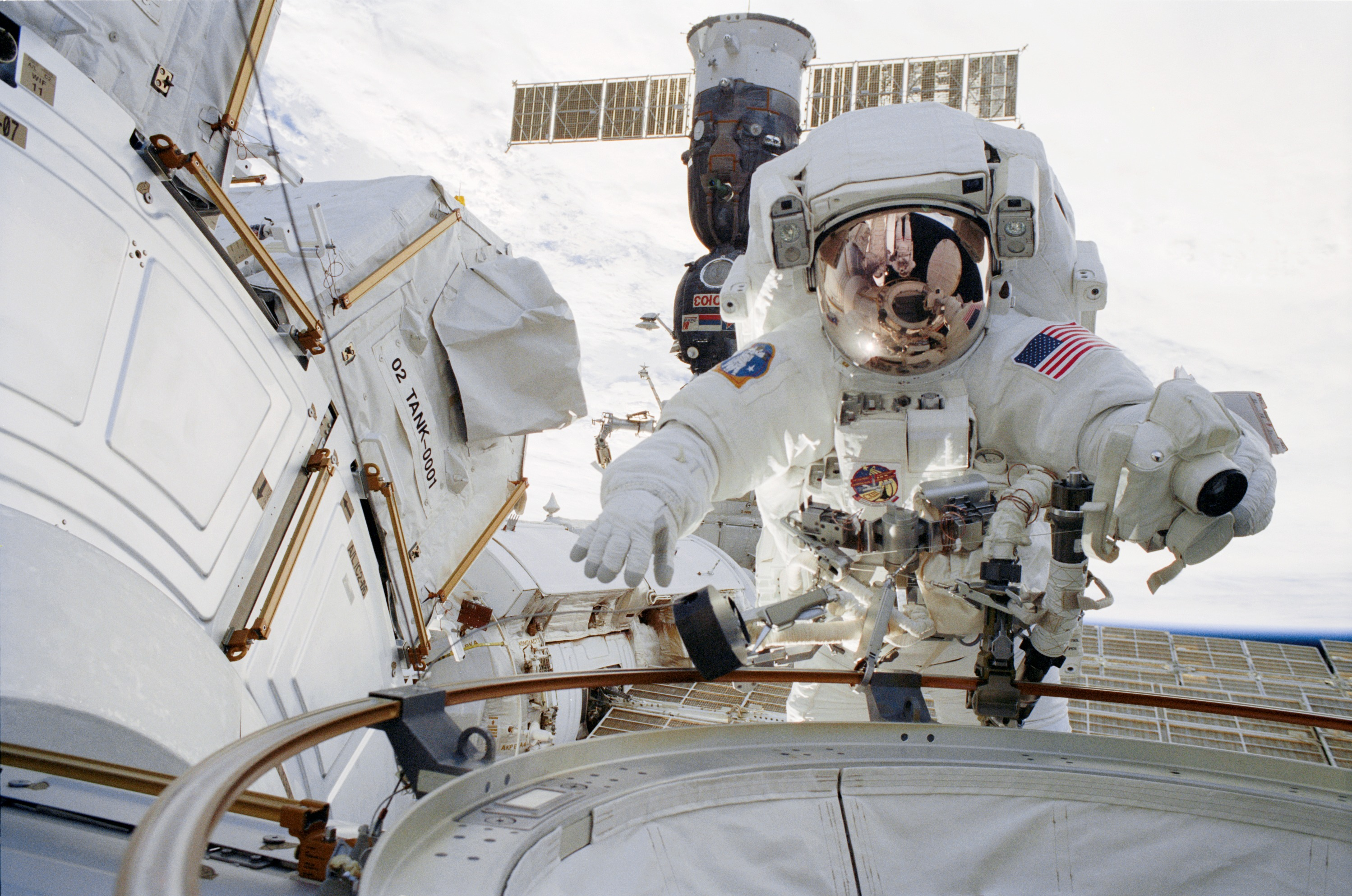
STS-113ミッション中に船外活動をしているヘリントン。